# 西格蒙茨堡
西格蒙茨堡是德国图林根州的一个市镇。总面积15.28平方公里，总人口227人，其中男性115人，女性112人（2011年12月31日），人口密度15人/平方公里。